# Никонов, Никита
Никита Никонов (?—1778) — лейтенант, участник турецкой войны 1768—1774 годов.

## Биография
24 марта 1759 года поступил в Морской кадетский корпус и 11 апреля 1761 года был произведён в гардемарины. Начиная с 1761 года Никонов плавал в Балтийском море на корабле «Святой Димитрии Ростовский» и принимал участие в Кольбергской экспедиции. 1 мая 1766 года получил чин мичмана.
В период с 1770 по 1774 год плавал в Азовском и Чёрном морях.  12 марта 1771 года произведён в лейтенанты. Принимал участие в боях с турецким флотом, отличившись в 1773 году в морском бою при Балаклаве. В 1774 году, командуя кораблями «Керон» и «Бухарест», выходил в крейсерство к Керченскому проливу, перевозил трофейную турецкую артиллерию из Еникале в Таганрог.
В следующем году командовал сначала кораблём «Бухарест» и затем фрегатом «Третий», а в 1776 году новоизобретённым кораблем «Журжа».
28 февраля 1778 года Никонов скончался.